# Somogyi Ede
Somogyi Ede, Frankl (Kaposvár, 1852. január 17. – Budapest, Józsefváros, 1921. július 31.) magyar újságíró, író, műfordító.

## Életpályája
Frankl Henrik tanító és Sauer Terézia fia. 1873 és 1876 között Lónyay Menyhért gróf titkára volt, 1877-től hites törvényszéki tolmács (4 nyelvből). 1878 végén megindította és 1885-ig szerkesztette az első nagyobb, bár befejezetlenül maradt 15 kötetes Magyar lexikont. Egy évvel később az Ország-Világ című szépirodalmi lapot, amely az ő szerkesztése idején annyira virágzott, hogy már az első negyedév után 15.000-nél több előfizetője volt. 1886–87-ben a Nemzeti Újságot szerkesztette, majd az Egyetértés, a Pesti Hírlap és a Neues Pester Journal külpolitikai munkatársa volt. 1892-től a Budapesti Hírlap munkatársaként dolgozott.

## Magánélete
Felesége Weisberger Antónia (1855–1941) volt, Weisberger Farkas és Frischmann Mária lánya.
Fiai
- Somogyi Ervin (1879–?) magántisztviselő, felesége 1912 és 1928 között Tormássy Emília volt.[5]
- Somogyi Gyula (1880–1945)[6] műszaki főtanácsos, felesége Borbély Erzsébet volt.

## Művei
- Hat nyelvből fordított magyarra; ő volt Tolsztoj Kreutzer-szonátájának első magyar fordítója (Budapest, 1890)
- Írt olasz, német, francia nyelvtant, kiadott egy ötnyelvű szótárt
- Fő műve: Emlékezzünk régiekről (Budapest, 1907).
- Szumirok és Magyarok (Budapest, 1903) kiadó: Rákosi Jenő Budapesti Hírlap Újságvállalata